# Bulbophyllum cercanthum
Bulbophyllum cercanthum là một loài thực vật có hoa trong họ Lan. Loài này được (Garay, Hamer & Siegerist) J.M.H.Shaw mô tả khoa học đầu tiên năm 2009.